# Parti pour la décroissance
Le Parti pour la décroissance (PPLD) est un parti politique français prônant la décroissance.

## Histoire
Le Parti pour la décroissance est un parti politique français fondé le 8 avril 2006 à Dijon par Vincent Cheynet, Bruno Clémentin et Yves Scaviner. Il vise à « devenir un contre-pouvoir aux politiques menées actuellement » [citation nécessaire] et à « rétablir l’esprit critique » des citoyens français. Il a été fondé par des membres de l'association de réflexion sur l'écologie politique Écolo et des auteurs du périodique La Décroissance.
Un an après sa fondation, le parti rassemble quatre sections locales réparties dans les départements suivants : Rhône, Loire, Seine-Maritime, Meuse. La section du Rhône se singularise sur deux points :
- Elle a notamment participé aux élections municipales de 2001 sous le nom de « Dessine moi le 1er[10] », soit 5 ans avant la création officielle du parti.
- Cette première campagne s'est fait remarquer dans les médias[11] pour avoir réuni plus de 7 % des voix de la 1re circonscription de Lyon[12].

Se réclamant de l'écologie politique, le Parti pour la décroissance se prononce : « Pour une décroissance fondée sur l'équité, la soutenabilité et les valeurs humanistes, démocratiques, républicaines, non-violentes, défendant les droits humains et combattant toutes les formes de discrimination et de totalitarisme ».
À sa fondation, Julien Gonzalez a été élu Secrétaire national.
Pour mieux faire passer ses idées, le parti pour la décroissance a choisi l'escargot comme image et slogan dans le registre symbolique.
Le parti présente 8 candidats aux élections législatives de 2007 dont l'écrivain Jean-Luc Coudray.
Le parti se présente aux élections européennes de 2009 sous le nom d’Europe Décroissance. À cette occasion, certains médias s'intéressent à la décroissance qu'il propose. GlobalMag le qualifie de « concept dérangeant », tout en remarquant que « l'idée de décroissance progresse aujourd'hui dans les esprits ».
Pour La République des Lettres, « Europe décroissance n'a pas comme tout le monde l'œil rivé sur les indicateurs d'une hypothétique reprise de l'économie. Pour ce mouvement qui gagne aujourd'hui de nombreux adeptes "Une croissance illimitée dans un monde limité est une absurdité". Europe Décroissance préconise d'arrêter la course aux richesses et de revenir à plus de sobriété dans nos modes de vie : économiser l'énergie, limiter les transports (prendre le TER plutôt que le TGV, relocaliser les productions pour éviter les transports de marchandises), privilégier le durable sur le jetable, etc. Sur un plan plus social, cette liste écologiste demande un revenu minimum garanti pour tous les citoyens européens, ainsi qu'un revenu maximal n'excédant pas quatre fois le salaire minimum. »
Midi libre décrit « une candidature originale, qui s'inscrit en dehors des grands partis politiques, et revendique avec conviction, et non sans arguments, le droit de défendre sa conception européenne en refusant l'Europe actuelle, celle qui se construirait, selon [une] candidate, "de façon ultralibérale" ». Outre la décroissance, le parti demande « une assemblée constituante, élue au suffrage universel et à la proportionnelle intégrale par les citoyens européens ». Le journal présente le cas d'une candidate qui, en accord avec les convictions défendues par son parti, a choisi de vivre dans une yourte.
À la suite de cette campagne, est créée, en partenariat entre le PPLD, le Mouvement des Objecteurs de Croissance (MOC) et l'Association des Objecteurs de Croissance (AdOC), mouvement politique autour des idées de la décroissance. L'assemblée constitutive de ce mouvement politique a eu lieu en septembre 2009 à Beaugency. Une plate-forme de convergence définit à la fois la stratégie politique et aussi les grandes lignes de cette démarche.
Dans le cadre de cette plate-forme de Convergence, des candidats sont relevés aux Régionales 2010 et aux cantonales de 2011. Les « Objecteurs de Croissance » sont présents dans plus de 40 circonscriptions aux élections législatives de juin 2012 .

## Résultats électoraux

### Élections législatives
| Année | Premier tour | Premier tour | Sièges  |
| Année | Voix         | %            | Sièges  |
| ----- | ------------ | ------------ | ------- |
| 2007  | NC           | NC           | 0 / 577 |
| 2012  | 4 830        | 0,02         | 0 / 577 |
| 2017  | 3 493        | 0,01         | 0 / 577 |

### Élections européennes
| Année | Voix   | %    | Sièges | Rang | Tête de liste                    |
| ----- | ------ | ---- | ------ | ---- | -------------------------------- |
| 2009  | 6 043  | 0,03 | 0 / 72 |      | Circonscriptions interrégionales |
| 2014  | 4 638  | 0,02 | 0 / 74 |      | Circonscriptions interrégionales |
| 2019  | 10 352 | 0,05 | 0 / 79 | 23e  | Thérèse Delfel                   |

### Élections régionales
| Année | Premier tour | Premier tour | Premier tour | Conseillers | Présidents |
| Année | Voix         | %            | Rang         | Conseillers | Présidents |
| ----- | ------------ | ------------ | ------------ | ----------- | ---------- |
| 2010  |              |              |              | 0 / 1749    | 0 / 26     |
| 2015  |              |              |              | 0 / 1722    | 0 / 17     |
| 2021  |              |              |              | 0 / 1722    | 0 / 17     |

### Élections cantonales/départementales
| Année | Premier tour | Premier tour | Premier tour | Conseillers | Présidents |
| Année | Voix         | %            | Rang         | Conseillers | Présidents |
| ----- | ------------ | ------------ | ------------ | ----------- | ---------- |
| 2008  |              |              |              | 0 / 2020    | 0 / 100    |
| 2011  |              |              |              | 0 / 2026    | 0 / 101    |
| 2015  |              |              |              | 0 / 4108    | 0 / 98     |
| 2021  |              |              |              | 0 / 4108    | 0 / 98     |